# 緋賀ゆかり
緋賀 ゆかり（ひが ゆかり、12月19日 - ）は、日本の漫画家、イラストレーター。宮城県仙台市出身。
可愛らしく、繊細な絵柄が特徴。漫画、ライトノベルへの挿し絵、ゲーム原画、トレーディングカードゲームへのイラストレーション、各種イメージキャラクターデザイン等を幅広く手掛けている。

## 概要
イラストレーター兼漫画家。
学生時代より学業と商業誌への執筆活動を並行しており、ゲーム系商業アンソロジーでの執筆を経て、当時挿し絵を担当していたライトノベルのコミカライズを皮切りに活動の場を月刊雑誌へと移行。漫画の他、ライトノベルの挿絵、ゲーム用キャラクターデザイン及び原画、トレーディングカードゲーム、公的機関やショップの公式イメージキャラクターデザイン等、多方面において幅広く多彩な活躍をしている。代表作の1つである魔法戦記リリカルなのはForceは4巻発売時点で累計100万部を突破している。またコミックマーケット87ではパンフレットにカラーコミックを寄稿している。『マジカル☆エクスプローラー』は２巻発売時点でシリーズ累計７０万部を突破した。
手がける作品も「ファンタジー」「現代もの」「SF」「メカ」「少女たちのほのぼのとした日常作品」「バトルアクションもの」「戦国物」「和物」「ハーレムもの」「デスゲームもの」「サスペンス」まで多岐に渡る。美少女を題材とした作品が多いが 魔法戦記リリカルなのはForceや九戸政実プロジェクトに見られるように、少年や青年男子を題材にしたものも多数存在している。
挿し絵を担当したライトノベルは緋賀本人の作画で漫画化されることも多く、漫画作品はほぼ全ての作品が原作付き（及び脚本付き）であるが、自らキャラクターデザインや原作イラストを手がけている作品が多数を占めており、企画原案や原作そのものの根源に深く関わっていることが多いのも特徴である。TVアニメ『キディ・ガーランド』ではコミックの他にイベント用の販促物やDVDパッケージのイラストレーションも担当している。
平泉中尊寺金色堂、仙台七夕まつり、福島県会津若松若松城（鶴ヶ城、会津若松城、黒川城）等のイラストレーションや九戸政実プロジェクト公式キャラクター『九戸政実』等、地域や歴史に縁の深い作品も多い。また、チャリティー活動にも取り組んでおり、地域に密着したチャリティー企画やイベントへの執筆も複数行っている。
海外企業やイベントへのイラストレーションやビジュアルの寄稿も多い。

## 作品

### 漫画
特記がないものは連載作品。

#### オリジナル作品
- シャイナ・ダルク 〜黒き月の王と蒼碧の月の姫君〜（原作脚本：中山文十郎）（アスキー・メディアワークス／コミック電撃大王／全4巻
- 魔法戦記リリカルなのはForce（魔法少女リリカルなのは第4期シリーズ）（原作脚本：都築真紀）（角川書店／月刊娘TYPE／既刊6巻）※原作脚本都合で長期休載中
- 恋愛ハーレムゲーム終了のお知らせがくる頃に（原作：竜騎士07）（講談社／月刊少年シリウス／全４巻）

#### コミカライズ作品（原作キャラクターデザイン、挿絵も担当しているもの）
- 世界征服物語（原作：神代明）（ジャイブ／月刊コミックラッシュ／全2巻）※原作キャラクターデザイン、挿絵も担当
- Holy☆Hearts!（原作：神代明）（ジャイブ／月刊コミックラッシュ／全2巻）※原作キャラクターデザイン、挿絵も担当
- 乙女革命アヤメの!（原作脚本：志茂文彦）（スクウェア・エニックス／ガンガンONLINE）※読み切り作品　※原作キャラクターデザイン、挿絵も担当

#### コミカライズ作品
- キディ・ガーランドぴゅあ（原作：gimik／脚本：きむらひでふみ）（角川書店／月刊コンプエース／全2巻）
- ゼロの使い魔 シュヴァリエ（原作：ヤマグチノボル）（メディアファクトリー／コミックアライブ／全4巻）
- ORIGINAL CHRONICLE 魔法少女リリカルなのは The 1st（原作：都築真紀）（角川書店／月刊娘TYPE／全7巻）
- 撃ち抜かれた戦場は、そこで消えていろ ―弾丸魔法とゴースト・プログラム―（原作：上川 景）（ファンタジア文庫）※読み切り作品
- 元貴族令嬢で未婚の母ですが、娘たちが可愛すぎて冒険者業も苦になりません（原作：大小判）（TOブックス）
- マジカル★エクスプローラー エロゲの友人キャラに転生したけど、ゲーム知識使って自由に生きる（原作：入栖）（角川書店／ヤングエースUP）
- 他、各種ゲームアンソロジーコミック、ムック、雑誌等に多数漫画、イラストレーションを寄稿

### 画集
- 『緋賀ゆかり 魔法戦記リリカルなのはForce画集』（角川書店、2012年6月25日発売）ISBN 978-4-04-110181-0
- 『緋賀ゆかり画集 15th ART WORKS』（一迅社、2015年12月25日発売）ISBN 978-4-7580-3146-2

### 小説挿絵

#### ライトノベル
- 『世界征服物語』シリーズ（原作：神代明）（スーパーダッシュ文庫）-コミックラッシュにて本人の手によってコミック化（集英社）
- 『Holy☆Hearts!』シリーズ（原作：神代明）（スーパーダッシュ文庫） -コミックラッシュにて本人の手によってコミック化（集英社）
- 『ある日、爆弾がおちてきて』（原作：古橋秀之）（電撃文庫）  -フジテレビ「世にも奇妙な物語'13秋の特別編」にてドラマ化（角川書店）
- 『乙女革命アヤメの!』シリーズ（原作：志茂文彦）（MF文庫J） -ガンガンONLINEにて本人の手によってコミック化（角川書店）

#### ジュブナイルポルノ
- 『侵略女帝とカワイイ王子!?』（原作：山口陽）（美少女文庫）（フランス書院）

### イラストレーション

#### トレーディングカードゲーム
- 『モンスター・コレクション』シリーズ（ブシロード） -  カードイラスト各種
- 『ジーククローネ絶対防衛レヴィアタン』（GREE） - 爆ぜる炎弾バハムート
- 『アクエリアンエイジ』シリーズ（ブロッコリー） -  カードイラスト各種、メインビジュアル、メインキャラクターデザイン
- 『ヴァイスシュヴァルツ』（ブシロード）ブースターパック魔法少女リリカルなのは The MOVIE 2nd A's -  SSPカードイラスト
- 『アンジュ・ヴィエルジュ』シリーズ（カドカワ）-  カードイラスト各種、メインキャラクターデザイン
- 『ミリオンアーサーTCG』シリーズ（スクウェア・エニックス） -  カードイラスト各種
- 『バトルスピリッツ』シリーズ（バンダイ） -  カードイラスト各種
- 『Lycee Overture Ver.神姫PROJECT』シリーズ（movic） -  カードイラスト各種
- 『Lycee Overture Ver.Fate/Grand Order』シリーズ（movic） -  カードイラスト各種

#### ソーシャルゲーム
- 姫奪!ダンジョンズロード（フューチャースコープ） -  カードイラスト各種
- 神姫ワルキューレラウンズ（フューチャースコープ） -  カードイラスト各種
- 憂国の大戦（イーイット） -  カードイラスト各種
- 栄煌のソウルカイザー（イーイット） -  カードイラスト各種
- アーマトゥスの騎士（スクウェア・エニックス） -  カードイラスト各種
- Wonder4World（アールビバン） -  カードイラスト各種
- 戦国アスカZERO（ORATTA ) - 長宗我部元親
- FLOWER KNIGHT GIRL（DMM）-  シャボンソウ、トゥルシー
- レッドコラプション（DMM）-  アレキサンドラ
- 千年王国アイギス（DMM）-  金色の竜姫エルドラ、振袖の金竜姫エルドラ、ヨシノ、帝国時術士ロミルダ

#### キャラクターデザイン
- 『九戸政実プロジェクト』九戸政実 - イラストレーションも担当
- 『萌土産』桃花いずみ  -  イラストレーションも担当
- 『万SAI堂』さくら子 -  イラストレーションも担当
- 『ゲームいろいろ情報』（まこなこ）真琴／奈々子／まこと -  イラストレーション、コミック作画も担当
- 『ハイクオソフト』寧々／音子 - イラストレーションも担当
- 『嫁コレ』（NECビッグローブ）喜多嶋由里 - イラストレーションも担当
- 『日特印刷株式会社』 - キャラクターデザイン、イラストレーションも担当

#### ゲストイラストレーション
- 『ファイブスター物語 トレーサー Ex.1』（角川書店） -  カラーイラストを寄稿
- 『劇場版 天元突破グレンラガン 紅蓮篇 熱きアニキの血潮本』（角川書店） -  カラーイラストを寄稿
- 『らき☆すたファンブック 10周年だよ、全員集合!』（角川書店） -  カラーイラストを寄稿
- 『まりあ†ほりっくアンソロジー』（MF文庫J） -  挿絵を寄稿
- 『僕は友達が少ない 公式アンソロジーコミック』（MFコミックス アライブシリーズ） -  カラーイラストを寄稿
- 『くまモンのいる風景』（扶桑社） （著名マンガ家やアーティストが描く「くまモン」とくまもとをテーマにした応援イラスト集） -  カラーイラストを寄稿
- 『Tastes of Japan -Okonomiyaki Kaori-』（セルビア共和国 チャリティーイベント） -  カラーイラストを寄稿
- 『西日本応援イラスト集』（講談社） - イラストを寄稿

### ゲーム・アニメ関連
- TVアニメ『キディ・ガーランド』 -DVDシリーズCASE.1〜12 通常版パッケージ 販促イラスト各種
- TVアニメ『輪廻のラグランジェ』-第7話エンドカードイラスト
- TVアニメ『パパのいうことを聞きなさい!』-Blu-ray vol.5初回限定版別冊にイラストブックレットカラーイラストを寄稿
- TVアニメ『魔法少女リリカルなのは』 -Blu-ray BOXにカラーコミックを寄稿
- TVアニメ『魔法少女リリカルなのはA's』 -Blu-ray BOXにカラーコミックを寄稿
- TVアニメ『魔法少女リリカルなのはStrikerS』 -Blu-ray BOXにカラーコミックを寄稿
- TVアニメ『放开那个女巫（Release that Witch）』（閲文集団） -メインビジュアル
- 劇場版『劇場版 天元突破グレンラガン 紅蓮篇』-前売り特典冊子にカラーイラストを寄稿
- 劇場版『魔法少女リリカルなのは The MOVIE 1st』-劇場パンフレットにカラーコミックを寄稿
- 劇場版『魔法少女リリカルなのは The MOVIE 2nd A's』-劇場パンフレットにカラーコミックを寄稿
- PCゲーム『スマガ』（ニトロプラス）-初回限定版冊子にカラーイラストを寄稿
- PCゲーム『夏ノ雨』（CUBE）-初回限定版冊子にカラーイラストを寄稿
- PCゲーム『ハルカナソラ』（Sphere）-初回限定版に壁紙を寄稿
- PCゲーム『ツクモノツキ』（Sugar Pot）-初回限定版に壁紙を寄稿
- PSPゲーム『魔法少女リリカルなのはA's PORTABLE -THE GEARS OF DESTINY-』（ウィッチクラフト）-初回限定版ヴァイスシュヴァルツ用カラーイラストを寄稿、なのはForceよりキャラクターが参加
- コミックマーケット87企業スペース用パンフレット -フルカラーコミックを寄稿

### ゲーム原画
- さくらさくら（ハイクオソフト） ※各種販促物への描き下ろしも多数
- さくらさくらFESTIVAL!（ハイクオソフト） ※各種販促物への描き下ろしも多数
- BALDR BRINGER EXTEND CODE（戯画） ※各種販促物への描き下ろしも多数
- 戦巫〈センナギ〉―穢れた契りと神ころも―（エスクード） ※各種販促物への描き下ろしも多数